# Heteropyramis maculata
Heteropyramis maculata is een hydroïdpoliep uit de familie Clausophyidae. De poliep komt uit het geslacht Heteropyramis. Heteropyramis maculata werd in 1925 voor het eerst wetenschappelijk beschreven door Moser. 